# Festival de la Cançó d'Eurovisió Júnior 2010
El Festival la Cançó d'Eurovisió Júnior 2010 va ser la 8a edició de la versió infantil d'Eurovisió, celebrat al Minsk Arena de la capital de Belarús, Minsk; el 20 de novembre de 2010 amb la participació de 14 països (1 més que l'edició anterior). Els presentadors van ser Leila Ismailova i Dennis Kourian. El lema d'aquesta edició va ser "sentir la màgia".

## Participants i resultats
| Nº | País                | Idioma              | Artista                  | Cançó                        | Traducció            | Posició | Punts |
| -- | ------------------- | ------------------- | ------------------------ | ---------------------------- | -------------------- | ------- | ----- |
| 1  | Lituània            | Lituà               | Bartas                   | Oki Doki                     | -                    | 6       | 67    |
| 2  | Moldàvia            | Rumanès i anglès    | Ştefănel Roşcovan        | Alli Baba                    | Al·lí Babà           | 8       | 54    |
| 3  | Països Baixos       | Anglès i neerlandès | Senna & Anna             | My family                    | La meva família      | 9       | 52    |
| 4  | Sèrbia              | Serbi               | Sonja Škorić             | Čarobna noć                  | Nit màgica           | 3       | 113   |
| 5  | Ucraïna             | Ucraïnès            | Yulia Gurskaya           | Мiй лiтак                    | El meu avió          | 14      | 28    |
| 6  | Suècia              | Suec                | Josefine Ridell          | Allt jag vill ha             | Tot el que estimo    | 11      | 48    |
| 7  | Rússia              | Rus i Anglès        | Sasha Lazin i Liza Drozd | "Boy and Girl"               | Nen i Nena           | 2       | 119   |
| 8  | Letònia             | Letonès             | Šarlote Lēnmane          | Viva la dance                | Visca el ball        | 10      | 51    |
| 9  | Bèlgica             | Neerlandès i anglès | Jill i Lauren            | Get Up!                      | Lleva't!             | 7       | 61    |
| 10 | Armènia             | Armeni              | Vladimir Arzumanyan      | Mama (Մամա)                  | La mare              | 1       | 120   |
| 11 | Malta               | Maltès i Anglès     | Nicole Azzopardi         | Knock, Knock!....Boom! Boom! | -                    | 13      | 35    |
| 12 | Belarús             | Rus                 | Daniil Kozlov            | Muzyki svet                  | La llum de la música | 5       | 85    |
| 13 | Geòrgia             | Imaginari           | Mariam Kakhelishvili     | Mari Dari                    | -                    | 4       | 109   |
| 14 | A.R.I. de Macedònia | Macedònic           | Anja Veterova            | Еооо, Еооо                   | -                    | 12      | 38    |

## Taula de puntuacions
| Participants                                                      | Participants | Votants | Votants  | Votants  | Votants | Votants | Votants | Votants | Votants | Votants | Votants | Votants | Votants | Votants | Votants | Votants   |       |
| Participants                                                      | Participants | Total   | Lituània | Moldàvia | NED     | Serbia  | Ucraïna | Suècia  | Rússia  | Letònia | Bèlgica | Armènia | Malta   | BLR     | Georgia | Macedonia | Ref.  |
|                                                                   | Lituània     | 67      |          | 2        | 2       | 4       | 4       | 4       | 6       | 6       | 5       | 4       | 0       | 6       | 10      | 2         | [ 3 ] |
| Moldàvia                                                          | 54           | 1       |          | 0        | 1       | 0       | 2       | 5       | 2       | 6       | 7       | 10      | 2       | 6       | 0       | [ 4 ]     |       |
| Països Baixos                                                     | 52           | 2       | 0        |          | 7       | 1       | 3       | 0       | 3       | 10      | 5       | 0       | 1       | 8       | 0       | [ 5 ]     |       |
| Sèrbia                                                            | 113          | 6       | 12       | 10       |         | 7       | 8       | 7       | 10      | 7       | 3       | 8       | 10      | 1       | 12      | [ 6 ]     |       |
| Ucraïna                                                           | 28           | 0       | 0        | 0        | 0       |         | 0       | 4       | 0       | 0       | 1       | 2       | 0       | 4       | 5       | [ 7 ]     |       |
| Suècia                                                            | 48           | 3       | 0        | 4        | 2       | 3       |         | 2       | 4       | 8       | 2       | 1       | 4       | 0       | 3       | [ 8 ]     |       |
| Rússia                                                            | 119          | 10      | 7        | 8        | 8       | 8       | 10      |         | 8       | 4       | 12      | 12      | 12      | 7       | 1       | [ 9 ]     |       |
| Letònia                                                           | 51           | 8       | 8        | 6        | 0       | 5       | 1       | 0       |         | 1       | 0       | 5       | 0       | 5       | 0       | [ 10 ]    |       |
| Bèlgica                                                           | 61           | 5       | 3        | 12       | 5       | 0       | 6       | 1       | 0       |         | 0       | 4       | 3       | 2       | 8       | [ 11 ]    |       |
| Armènia                                                           | 120          | 7       | 10       | 5        | 6       | 12      | 12      | 12      | 5       | 12      |         | 6       | 8       | 3       | 10      | [ 12 ]    |       |
| Malta                                                             | 35           | 0       | 4        | 1        | 3       | 0       | 0       | 0       | 0       | 0       | 6       |         | 5       | 0       | 4       | [ 13 ]    |       |
| Belarús                                                           | 85           | 4       | 6        | 3        | 0       | 6       | 0       | 10      | 12      | 0       | 10      | 3       |         | 12      | 7       | [ 14 ]    |       |
| Geòrgia                                                           | 109          | 12      | 5        | 7        | 10      | 10      | 7       | 8       | 7       | 3       | 8       | 7       | 7       |         | 6       | [ 15 ]    |       |
| Macedònia                                                         | 38           | 0       | 1        | 0        | 12      | 2       | 5       | 3       | 1       | 2       | 0       | 0       | 0       | 0       |         | [ 16 ]    |       |
| Tots els participants rebren 12 punts a l'inici de les votacions. |              |         |          |          |         |         |         |         |         |         |         |         |         |         |         |           |       |

### Màximes puntuacions
Els països que van rebre 12 punts (màxima puntuació) van ser:
| N° | A                   | De                               |
| -- | ------------------- | -------------------------------- |
| 4  | Armènia             | Ucraïna, Suècia, Rússia, Bèlgica |
| 3  | Rússia              | Armènia, Malta, Belarús          |
| 2  | Belarús             | Letònia, Geòrgia                 |
| 2  | Sèrbia              | Moldàvia, Macedònia              |
| 1  | A.R.I. de Macedònia | Sèrbia                           |
| 1  | Bèlgica             | Països Baixos                    |
| 1  | Geòrgia             | Lituània                         |

## Curiositats
- Moldàvia va participar per primera vegada i Letònia va tornar després de quatre edicions sense participar (no parrticipava des de l'any 2006).
- Suècia va tornar a participar amb la cadena de televisió SVT (igual que en 2003,2004 i 2005) després que la cadena TV4 rebutjara seguir fent-se càrrec de la participació de Suècia.
- Els guanyadors de totes les edicions anteriors, inclosa María Isabel (la guanyadora per Espanya el 2004), van tornar al festival per cantar un tros de les seves cançons.

## Mapa dels països participants

Països participants el 2010
Països participants en el passat però no el 2010

## Debuts
- Moldàvia[17]

## Retorns
- Lituània
- Letònia

## Retirades
- Xipre
- Romania